# 佐藤誓
佐藤 誓（さとう ちかう、1962年7月11日 - ）は、日本の俳優、声優、ナレーション。岩手県盛岡市出身。アクトレインクラブ所属。ALBAと業務提携していた。

## 人物
身長165cm。体重57kg。血液型B型。
岩手県立盛岡第一高等学校、北海道大学卒。
1988年から2000年まで劇団花組芝居に所属していた。
2016年、第51回紀伊國屋演劇賞受賞。2017年、第25回読売演劇大賞優秀賞受賞。
特技はジャズダンス、タップダンス、韓国語。

## 出演作品

### テレビドラマ

#### NHK
- NHKドラマ館 / 疾風のように（1999年）
- 土曜特集ドラマ / 介護ビジネス 後編（2001年）
- ドラマ愛の詩 / ズッコケ三人組3（2001年） - 武藤
- 少年たち2（2001年）
- 連続テレビ小説
  - ちゅらさん（2001年）
  - 純情きらり（2006年）
- お見合い放浪記（2002年）
- 大河ドラマ
  - 新選組!（2004年） - 庄屋
  - 麒麟がくる（2020年） - 鵜殿長照
- 土曜ドラマ
  - 土曜ドラマスペシャル / 使命と魂のリミット（2011年）
  - ダークスーツ（2014年、NHK大阪） - 種田
  - 正義の天秤（2021年） - 氏家保志
- 天てれドラマ / 東京特許許可局（2014年）
- 木曜時代劇 / 鼠、江戸を疾る（2014年） - 重吉
- さんすう犬ワン（2014年、NHK Eテレ） -  独楽職人
- 放送90年 大河ファンタジー 「精霊の守り人」 最終章（2016年）

#### 日本テレビ
- 土曜グランド劇場 / サイコメトラーEIJI（1997年）
- 水曜ドラマ
  - 続・平成夫婦茶碗（2002年）
  - 花咲舞が黙ってない（2015年）
- 私立探偵 濱マイク（2002年）

#### TBS
- オレたちのオーレ!（1993年）
- プリティガール〜Pretty Girls〜（2002年）
- 水曜劇場 / 浅見光彦〜最終章〜 4話（2009年） - 大戸清 役
- 日曜劇場 / 華和家の四姉妹（2011年） - 鈴勝分店店主
- ブラックボード〜時代と戦った教師たち〜（2012年）
- 月曜ゴールデン→月曜名作劇場
  - 女タクシードライバーの事件日誌7（2014年） - 被害者の会のメンバー
  - 「税務調査官・窓際太郎の事件簿31」（2016年） - 鎌田泰夫 役

#### フジテレビ
- DRAMADOS / 幕末合唱団（1991年）
- 世にも奇妙な物語
  - 第3シリーズ「常識酒場」（1992年） - きつね顔の客
  - SMAPの特別編「エキストラ」（2001年） - 精神科医
  - '01春の特別編「太平洋は燃えているか？」（2001年） - レーダー技師
- ブランド（2000年）
- 新・お水の花道（2001年）
- 私を旅館に連れてって（2001年）
- 人にやさしく（2002年）
- 天才柳沢教授の生活（2002年）
- 差し押さえ執行官殺人事件日誌（2002年）
- ダブルスコア（2002年）
- ショムニFINAL（2002年）
- マルサ!!東京国税局査察部（2003年）
- 土曜プレミアム
  - プレミアムステージ / 金田一耕助シリーズ・犬神家の一族（2004年）
  - 「黄金のバンタム」を破った男〜ファイティング原田物語〜（2014年）
- 愛し君へ（2004年）
- 1リットルの涙（2005年）
- アンフェア the special コード・ブレーキング〜暗号解読（2006年）
- プレミアA 運命の舞台裏X 企業再生〜吉野家再建に賭けた男達（2007年）
- わが家の歴史（2010年） - 刑事
- ドラマチック・サンデー / 僕とスターの99日（2011年）
- 松本清張没後20年特別企画・市長死す（2012年） - 加藤警部補 役
- 土ドラ / 主に泣いてます（2012年） - 審査員
- PRICELESS〜あるわけねぇだろ、んなもん!〜（2012年）
- 木曜劇場 / 独身貴族（2013年）
- 救命病棟24時（2013年）
- 福家警部補の挨拶（2014年） - 田村拓郎 役
- SMOKING GUN〜決定的証拠〜（2014年）
- 赤と黒のゲキジョー / 検事・霞夕子7（2014年）

#### テレビ朝日
- 幻想ミッドナイト（1997年） - 三原源太郎 役
- 風が吹いたら桶屋がもうかる（1997年）
- 木曜ドラマ
  - アナザヘヴン（2000年） - 戸津山統五郎 役
  - サトラレ（2002年）
  - 警視庁継続捜査班（2010年） - 田岡勝俊 役
- G-taste（2001年）
- 土曜ワイド劇場
  - 加賀百万石嫁とり殺人（2003年）
  - 「法律事務所1」（2006年） - 寺本彰 役
- 警視庁捜査一課9係
  - （2009年）
  - （2014年） - 石沢明 役
- 日曜ナイトプレミア / 妄想捜査〜桑潟幸一准教授のスタイリッシュな生活（2012年） - モヒンダ
- 金曜ナイトドラマ / 13歳のハローワーク（2013年）
- 相棒 Season21（2022年） - 野々村利夫 役

#### テレビ東京
- 女と愛とミステリー→水曜ミステリー9
  - 窓際信金マンの事件帳簿1（2002年）
  - 伊豆・金沢犀賀焼殺人事件!（2003年）
  - みちのく麺食い記者 宮沢賢一郎2（2013年） - 浜田信幸 役
- 14歳～千原ジュニア たった1人の闘い（2009年）
- 牙狼-GARO- -魔戒ノ花-（2014年） - ツルタ
- ソコアゲ★ナイト / 太鼓持ちの達人〜正しい××のほめ方〜（2015年）
- デッドストック〜未知への挑戦〜（2017年） - 磯山證観 役
- 今野敏サスペンス 警視庁強行犯係 樋口顕6（2018年） - 鑑識係
- 木ドラ24 / お茶にごす。（2021年） - 水道業者のおじさん

#### WOWOW
- ドラマW→連続ドラマW
  - シリウスの道（2008年）
  - 邪神の天秤 公安分析班（2022年） - 森川章二

#### NHK BSプレミアム
- "青の時代"名曲ドラマシリーズ 荒井由実「ひこうき雲」（2016年）

#### NHKBS2
- ベートーベンの偏頭痛（1996年）

#### NHK BS hi
- ワイルドライフ〜国境なき獣医師団R.E.D.〜（2008年）

#### BSハイビジョン
- 菜の花の沖（2000年） - 吉三郎

#### BS-i
- 怪談新耳袋（2003年）

#### BSフジ
- おいしい殺し方 -A Delicious Way to Kill-（2006年） - 藤本
- シンギュラリTV2043（2020年）

#### BSジャパン
- 人形佐七捕物帳（2016年）

#### BSスカパー!
- Oh!デビー（2011年）
- 螻蛄（疫病神シリーズ）（2016年） - 木場博道

#### 新潟テレビ21
- エリアコードドラマ / 雪の上で好きと言って（1995年）

#### 東名阪ネット6
- 猫侍 - 五郎
  - 猫侍（2013年）
  - 猫侍 SEASON2（2015年）

### 映画
- バトルヒーター（1989年） - 足尾善人 ※デビュー作[3]
- 就職戦線異状なし（1991年）
- ザ・ギャンブラー（1992年） - スピーカー
- 押絵と旅する男（1994年）
- 連弾（2001年） - レンタルビデオの店員
- 陽はまた昇る（2002年） - 小杉純一
- 銃声 LAST DROP OF BLOOD（2003年）
- river（2003年） - 佐藤探偵
- 1980（2003年） - 警官
- 東京原発（2004年） - 木村政策報道室職員
- サヨナラCOLOR（2005年）
- アンフェア the movie（2007年）
- HERO（2007年）
- 毎日かあさん（2011年）
- リアル鬼ごっこ5（2012年）
- Another アナザー（2012年）
- よだかのほし（2012年） - 木下道夫
- 図書館戦争（2013年）
- 猫侍（2014年） - 五郎
- MONSTERZ モンスターズ（2014年）
- ディアーディアー（2015年） - 加藤

### オリジナルビデオ
- 新・痴漢日記（1999年）
  - 新・痴漢日記2（1999年）
- HOKURO 百発病伝説（2003年）
- 半端（2018年）

### テレビアニメ
- こちら葛飾区亀有公園前派出所（藤田尾出男、ちょんまげ刑事）

### 舞台
- 怪誕身毒丸（1988年）
- ザ・隅田川
- いろは四谷怪談
- 夜叉ヶ池
  - 泉鏡花の夜叉ヶ池（花組芝居公演）
  - 夜叉ヶ池（2023年） -  与十/虎杖の入道/畑上嘉伝次
- 怪談贋皿屋敷（1992年）
- ロミオ&ジュリエット（1992年、1995年、1998年）
- ウェアハウス（1993年）
- BONTAN・DOUROU（1994年）
- 間違いの喜劇（1994年）
- C.B（1995年）
- セルロイドレストラン（1996年）
- リア王（1997年、2000年）
- 飛龍伝（1997年）
- マッチ売りの少女たち（1997年）
- 新版・小町風伝（1998年）
- ヘンリー四世（1998年）
- お葉といふ女（1998年）
- 夏の夜の夢（1999年、2007年）
- サニー・コースト・セレナーデ（1999年）
- アンティゴネ（1999年）
- われらヒーロー（1999年）
- 羅生門（1999年）
- オセロー（1999年）
- 西鶴一代女（1999年）
- 十二夜（2000年、2006年）
- リチャード二世（2001年）
- LOVER SOUL（2001年）
- その河をこえて、五月（2002年）
- 桜の園（2003年）
- 青ひげ公の城（2003年）
- 朗読劇「天守物語」（2003年）
- シンベリン（2003年、2008年）
- BENT（2004年）
- LYNX（2004年）
- ハムレット（2004年）
- 劇場の神様（2005年）
- リチャード三世（2006年）
- ナイス・エイジ（2006年）
- 下周村-花に嵐のたとえもあるさ-（2007年）
- レインマン（2007年） - ウォルター・ブルーナー
- チェーホフ短編集（2008年）
- ic／アイ・シー（2008年）
- しとやかな獣（2009年）
- 桜姫（2009年）
- シャドーランズ（2010年）
- 棄憶〜kioku〜（2010年）
- チェーホフ短編集1+2（2010年）
- 焼肉ドラゴン 再演（2011年） - 呉信吉
- 冬物語（2011年）
- 三人姉妹（2011年）
- キネマの天地 再演（2011年） - 尾上竹之助
- チェーホフ短編集 賭け（2012年）
- 八犬伝（2013年） - 大塚蟇六
- ピグマリオン（2013年）
- hedge（2013年）
- 洋服解体新書（2014年）
- Proof（2014年）
- 気水域（2014年）
- 夏目漱石とねこ（2015年）
- 追憶のアリラン（2015年）
- TABU（2015年）
- 國語元年（2015年）
- 屋上のペーパームーン（2016年）
- INSIDER（2016年）
- 嘘より甘い（2016年）
- キネマと恋人（2016年、2019年）
- 蝉の詩（2017年）
- 奇想の前提（2017年）
- 風紋 〜青のはて2017〜（2017年）
- アンチゴーヌ（2018年）
- レバア（2018年）
- 夢の裂け目（2018年）
- 生きる（2018年、2020年）
- 最貧前線（2019年）
- 阿呆浪士（2020年）
- 藪原検校（2021年） - 塩釜座頭・琴の市、馬具屋、刀研ぎ師・善兵衛、凶状持ちの倉吉 ほか
- ハムレットQ1（2024年）[4]
- ドクターズジレンマ（2024年）[5]
- 浪人街（2025年） - 藤兵衛[6]
- 晩節荒らし（2025年）[7]
- おどるシェイクスピア RARE〜リア王〜（2025年公演予定）[8]
- 狩場の悲劇（2025年公演予定）[9]
- ジキル&ハイド（2026年公演予定） - 執事 プール[10]

### CM
- リゾナーレ小淵沢（1992年） - ナレーション
- サッポロビール（1995年）
- セガ ソニック（2002年）
- 江崎グリコ 堅焼プリッツ（2007年）
- 日本コカ・コーラ ジョージア 「贅沢茶室篇」（2009年）
- ロゼッタストーン 「この男、ロゼッタ人」（2010年） - 魚屋

### ラジオドラマ
- 青春アドベンチャー（NHK-FM）
  - ロビンフッドの冒険（1996年）
  - お父さんの会社（1996年）
  - 時間泥棒（1996年）
  - エデン2185（2000年）
  - 迷えるお未年（2002年）
  - ゼンダ城の虜（2008年） - ジェームス
  - 三匹のおっさん（2011年） - カツアゲ男
  - やけっぱちのマリア（2012年）
  - つばき、時跳び（2017年） - 運転手
  - カムパネルラ（2018年）
  - 影をなくした男（2024年）
  - 月の立つ林で（2024年）
    - 「お天道様」

  - 「山のスケッチブック」（2025年6月30日 - 2025年7月4日）
    - 第2回『背負子の中』（2025年7月1日）[11] - 小松崎 役
    - 第4回『今夜が山田』（2025年7月3日）[12] - 医者 役
    - 第5回『富士山の見える場所』（2025年7月4日）[13] - アンナちゃんのお父さん 役
- FMシアター（NHK-FM）
  - 幽界彷徨・桂木孝介の冒険（2000年）
  - 旅師・小島屋（2001年）
  - 花の独身（2010年）
  - 井戸に吠える（2014年）
  - 星降る教室（2016年）
  - さくら、ねこ、でんしゃ（2017年）
  - おかえり（2018年）
  - 瀬戸内マトリョーシカ（2019年）
  - とどけ、風の如く（2020年）
- 10Night stories（2000年、TOKYO FM）
- ちゃぱら店物語（2000年 - 2002年、文化放送）
- 隅田川（2006年、NHKラジオ）
- 歌謡ドラマ（NHKラジオ第1）
  - むらさき小唄（2006年）
  - ひかり猫（2007年）

### ラジオCM
- セキヤ（1991年）
- パルコ（1998年）
- NTTデータ（2001年）
- トヨタ・カローラ（2002年）
- アサヒスーパードライ（2002年 - 2003年）

### ナレーション
- NNNニュースプラス1 特集（2001年 - 2002年、日本テレビ）